# 东大街 (锦江区)
东大街是中华人民共和国四川省成都市锦江区的一条街道。东大街经过盐市口、春熙路、东门大桥等成都重要商圈、地标，被称为“蜀中首街”。

## 历史

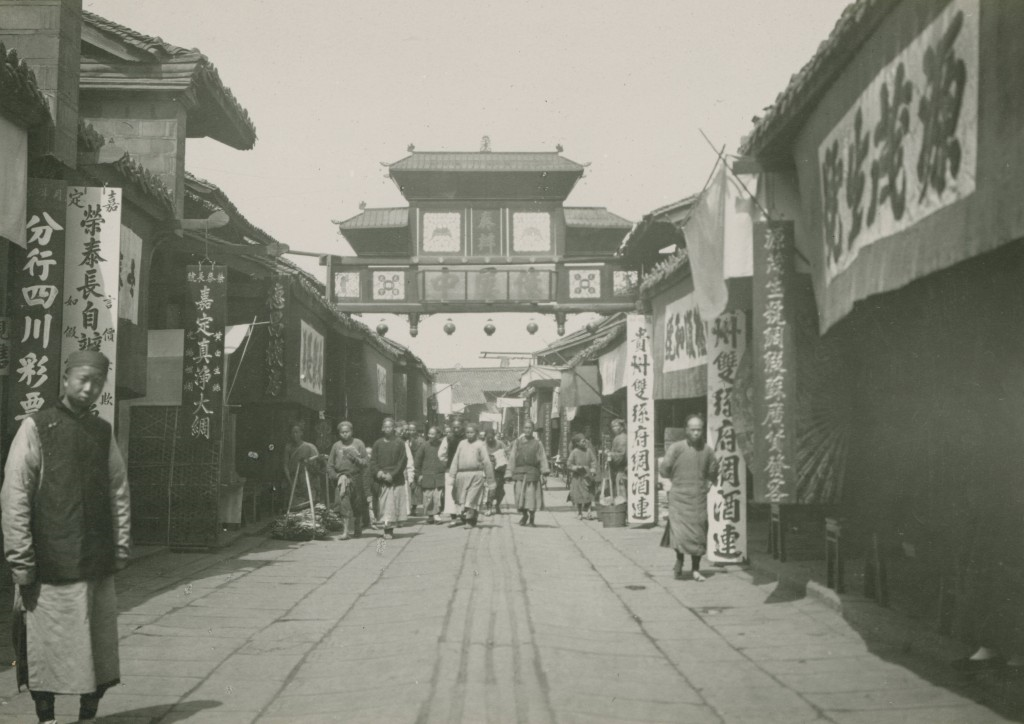
1909年的成都东大街

在清代，自从成都历经明末清初战乱后得以重建以来，东大街就是从东门进入成都城后前往市中心的主要街道。袁庭栋所著《成都街巷志》称东大街是当时“全城最繁华、最重要的街道”。文革時更名為勝利東路一段，1981年恢復東大街舊名。

## 周边
- 四川省人民政府
- 春熙路
- 太古里